# Friedrich Maximilian von Günderrode (Jurist, 1753)

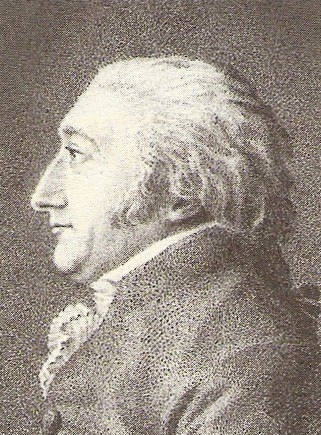
Friedrich von Günderrode

Freiherr Friedrich Maximilian von Günderrode (* 14. Dezember 1753 in Frankfurt am Main; † 9. Mai 1824 ebenda) war ein deutscher Jurist und Verwaltungsbeamter und letzter Stadtschultheiß der Freien Reichsstadt Frankfurt am Main.

## Leben und Werk
Friedrich von Günderrode entstammte der alten Frankfurter Patrizierfamilie Günderrode. Sein Vater war der Schöffe und Ratsherr Justinian von Günderrode (1721–1802), seine Mutter war Elisabeth Charlotte geb. von Schneider, gen. Schmidt (1735–1817). Friedrich Maximilian besuchte das Gymnasium in Hanau und Karlsruhe und studierte ab 1771 in Göttingen Rechtswissenschaften. 1773 ging er als Assessor an das Reichskammergericht nach Wetzlar, 1775 als Hofgerichts-Assessor nach Wiesbaden an den Hof des Fürsten von Nassau-Usingen. Dort erwarb er sich Erfahrungen in Justiz, Verwaltung und Diplomatie.
1785 folgte er einem Ruf in seine Heimatstadt Frankfurt, um Ratsherr und Schöffe zu werden. Er übernahm die Leitung des städtischen Bauwesens und führte als Präsident des lutherischen Konsistoriums die Aufsicht über das Kirchen- und Schulwesen. 1789 wurde er städtischer Deputierter beim Oberrheinischen Reichskreis. Nachdem die Stadt 1792 durch französische Revolutionstruppen unter General Custine besetzt und mit einer Kontribution von zwei Millionen Gulden belegt worden war, gehörte er einer Delegation an, die in Paris beim Konvent den Erlass einer Million verhandeln sollte. Die Delegation wurde in Geiselhaft genommen und erlebte die Exekution König Ludwigs XVI. mit, bevor sie Ende Januar 1793 wieder freikam.
Am 5. Juni 1796 heiratete er Friedrike Wilhelmine von Kettelhodt aus Rudolstadt. Im August 1796 wurde er zusammen mit anderen Patriziern in französische Geiselhaft genommen, um die Zahlung einer weiteren Kontribution von acht Millionen Francs zu erzwingen. Günderrode wurde nacheinander in mehreren französischen Festungen interniert und erst am 2. Dezember 1796 freigelassen. 1797 vertrat er die Stadt auf dem Rastatter Kongress.
In seinem Amt als Direktor des Konsistoriums bemühte er sich Zusammen mit dem lutherischen Senior Wilhelm Friedrich Hufnagel vornehmlich um die Verbesserung des städtischen Schulwesens, das zu jener Zeit in schlechtem Zustand war. Es gab in Frankfurt außer dem bereits 1520 gegründeten Städtischen Gymnasium keine öffentlichen Schulen, sondern nur die Quartierschulen, in welchen private Schulmeister gegen Entgelt aufgrund einer meist über Generationen vererbten städtischen Concession mehr schlecht als recht einen Elementarunterricht im Lesen, Schreiben, im Katechismus und, gegen besondere Vergütung, auch im Rechnen erteilten. 1803 gründeten Günderrode und Hufnagel die Musterschule, Frankfurts erste Realschule. Aus ihr ging später auch die erste Mädchenschule hervor (Elisabethenschule). Beide Schulen existieren heute noch im Stadtteil Nordend als Gymnasien. Auch das Städtische Gymnasium erhielt unter der Aufsicht Günderrodes und Hufnagels einen neuen, zeitgemäßen Lehrplan.
Von Februar bis August verhandelte Günderrode wiederum in Paris, um die Unabhängigkeit der Freien Reichsstadt Frankfurt zu wahren. Er erkannte jedoch bald die Aussichtslosigkeit dieser Bemühungen und akzeptierte, dass die Stadt in den Herrschaftsbereich des neuen Fürstprimas Carl Theodor von Dalberg fallen sollte. Unter Dalbergs Regierung wurde Günderrode 1806 zum Geheimrat und Stadtschultheißen ernannt und übernahm eine maßgebliche Rolle als Repräsentant der alten städtischen Elite in der fürstlichen Verwaltungshierarchie. 1810 bei der Bildung des Großherzogtums Frankfurt wurde er zum Präfekten des Departements Frankfurt ernannt. Im gleichen Jahr wurde er für das Departement Frankfurt und die Wählergruppe der Güterbesitzer in die Ständeversammlung des Großherzogtums Frankfurt gewählt.
Als Frankfurt im Oktober 1813 von alliierten Truppen besetzt und die Unabhängigkeit der Stadt wiederhergestellt wurde, übernahm Günderrode als Stadtschultheiß die provisorische Leitung der Verwaltung. Nach dem Inkrafttreten der neuen Verfassung wurde Günderrode Präsident des Appellationsgerichtes und des Gesetzgebenden Körpers der Freien Stadt Frankfurt. Er starb am 9. Mai 1824.
Nach ihm sind die 1901 gegründete Günderrodeschule im Frankfurter Stadtteil Gallus und eine Straße nahe der Galluswarte benannt.